# Oxalis reclinata
Oxalis reclinata är en harsyreväxtart som beskrevs av Nikolaus Joseph von Jacquin. Oxalis reclinata ingår i släktet oxalisar, och familjen harsyreväxter.

## Underarter
Arten delas in i följande underarter:
- O. r. micromera
- O. r. quinata